# تحصیل پسنی
تحصیل پسنی (به انگلیسی: Pasni Tehsil) یک منطقهٔ مسکونی در پاکستان است که در ایالت بلوچستان واقع شده‌است.